# Gé Fortgens
Gerard ("Gé") Fortgens (Haarlem, 10 juli 1887 – Haarlem, 4 mei 1957) was een Nederlands voetballer.
Gé Fortgens heeft voor Ajax in het begin van de twintigste eeuw als verdediger of middenvelder 52 wedstrijden gespeeld, waarin hij één keer het doel wist te vinden. Zijn belangrijkste wapenfeit in de geschiedenisboeken is zijn opname in het Nederlands elftal. De sterspeler van het toenmalige eerste elftal van Ajax was hiermee de eerste Ajacied die ooit opgeroepen werd voor het Nederlands elftal in 1911. In 1912 was na acht wedstrijden zijn interlandcarrière voorbij. Na de degradatie in 1914 verruilde international Gé Fortgens Ajax voor UVV.